# Pilosocereus multicostatus
Pilosocereus multicostatus är en kaktusväxtart som beskrevs av Friedrich Ritter. Pilosocereus multicostatus ingår i släktet Pilosocereus och familjen kaktusväxter. Inga underarter finns listade i Catalogue of Life.